# 大川玲子 (イスラーム学者)
大川 玲子（おおかわ れいこ、1971年 - ）は、日本のイスラム学者、明治学院大学教授。

## 人物・来歴
大阪市出身。1994年東京大学文学部イスラム学科卒業、2003年同大学院博士課程修了、「クルアーンとその解釈書に見られる啓示と書物」で文学博士。1998〜99年エジプト留学。2000年ロンドン大学東洋アフリカ研究学院（SOAS）修士課程修了。2000年〜2001年ヨルダン滞在。2006年明治学院大学国際学部専任講師、2009年准教授、2017年教授。

## 著書
- 『聖典「クルアーン」の思想 イスラームの世界観』講談社現代新書, 2004.3／増補版・ちくま学芸文庫, 2024.5
- 『図説コーランの世界 写本の歴史と美のすべて』(ふくろうの本) 河出書房新社, 2005.3
- 『イスラームにおける運命と啓示 クルアーン解釈書に見られる「天の書」概念をめぐって』晃洋書房, 2009.3
- 『イスラーム化する世界 グローバリゼーション時代の宗教』平凡社新書, 2013.5
- 『チャムパ王国とイスラーム : カンボジアにおける離散民のアイデンティティ』平凡社, 2017.2
- 『クルアーン 神の言葉を誰が聞くのか』 (世界を読み解く一冊の本) 慶應義塾大学出版会, 2018.11
- 『リベラルなイスラーム 自分らしくある宗教講義』慶應義塾大学出版会, 2021.1

監修
- 『イスラーム基本練習帳』山内昌之共監修, 造事務所 編著. 大和書房, 2013.8

訳書
- マイケル・クック『コーラン』 (1冊でわかる) 岩波書店, 2005.9